# Herbert Karrenberg
Herbert Karrenberg (* 11. September 1913 in Neuss; † 17. Mai 1982 ebenda) war ein Neusser Kaufmann. Er gehörte der CDU an und war von 1964 bis 1967 Bürgermeister und zwischen 1967 und 1982 Oberbürgermeister der Stadt Neuss.

## Werdegang
Karrenberg wurde am 12. oder 23. September 1913 in St. Marien in Neuss getauft. In St. Marien feierte er 1923 auch seine Erstkommunion und hier wurde er auch 1925 gefirmt. Er besuchte 1919 die Rheintorschule (Volksschule) in Neuss und ab 1923 die Oberrealschule Neuss auf der Tücking- bzw. Schwannstraße in Neuss. 1929 absolvierte er eine kaufmännische Lehre in Hamburg und machte 1933 sein Abitur.
Herbert Karrenberg studierte anschließend Jura in Paris, Bonn und Münster und schloss sein Studium 1938 mit dem ersten juristischen Staatsexamen ab. Am Zweiten Weltkrieg nahm er als Soldat teil. Zunächst kam er von Mai bis Juni 1940 im Westfeldzug in Frankreich zum Einsatz, zwischen dem 21. Juni 1941 und 1945 wurde er dann an der Ostfront eingesetzt. Von 1945 bis 1948 befand er sich in sowjetischer Gefangenschaft.
Nach seiner Rückkehr trat er 1950 dem Schützenverein in Neuss bei und war hier im Reitercorps und im Festkomitee aktiv. Er engagierte sich außerdem im Volksbund Deutsche Kriegsgräberfürsorge, im Museumsverein und im Rennverein. Er wurde früh Mitglied der CDU in Neuss und gehörte ab 1961 dem Neusser Stadtrat an. Von 1964 bis 1967 war er Bürgermeister und zwischen 1967 und 1982 Oberbürgermeister der Stadt Neuss.
Herbert Karrenberg starb am 17. Mai 1982 in Neuss und wurde am 21. Mai auf dem Neusser Hauptfriedhof beigesetzt.

## Privat
Karrenberg war seit dem 14. September 1931 mit Amely Geyr verlobt, die er am 19. Mai 1942 heiratete. Das Paar hatte drei Kinder: Alice (1943), Beate (1950) und Monika (1960).

## Ehrungen
- Eisernes Kreuz I. und II. Klasse[1]
- Komtur des Gregoriusordens[1]
- 1980: Verdienstkreuz 1. Klasse der Bundesrepublik Deutschland

## Gedächtnis
Seit dem 9. Juni 1989 trägt eine städtische Verbundschule, Förderschule für Lernen und Schule für Kranke in der Neusser Furth seinen Namen: Herbert-Karrenberg-Schule.